# Liste des maires de Châlons-en-Champagne
La liste des maires de Châlons-en-Champagne présente la liste des maires de la commune française de Châlons-en-Champagne, préfecture de la Marne en région Grand-Est.

## L'Hôtel de ville

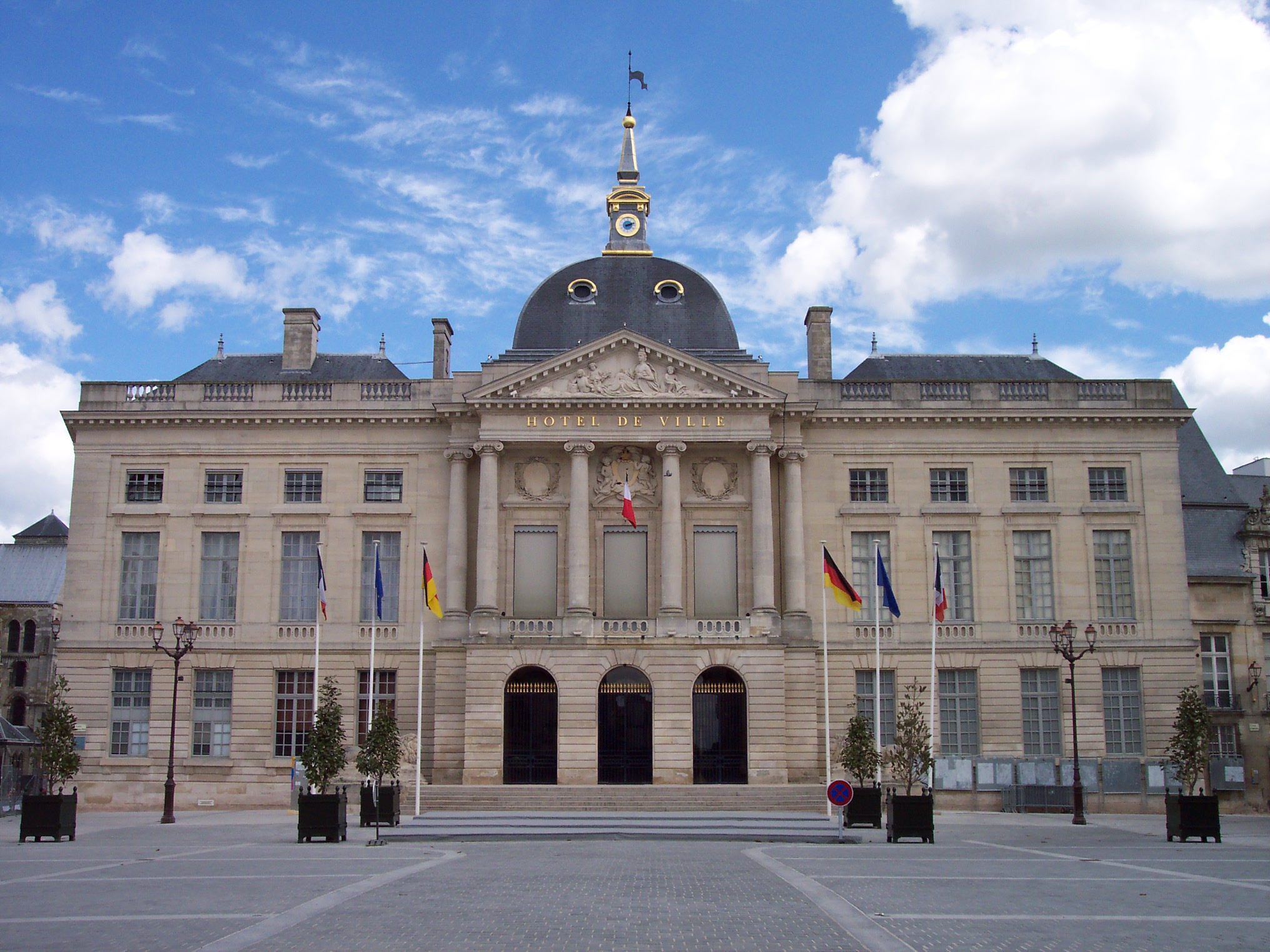
L'hôtel de ville de Châlons-en-Champagne.

## Liste des maires

### Sous l'Ancien Régime
| Période                                  | Période | Identité                                           | Étiquette | Qualité                                                                                  |
| ---------------------------------------- | ------- | -------------------------------------------------- | --------- | ---------------------------------------------------------------------------------------- |
| Les données manquantes sont à compléter. |         |                                                    |           |                                                                                          |
| 1693                                     | 1702    | M. Gayet seigneur de Cramant de Plagny et Fagnière | Nommé     | Maire royal perpétuel et lieutenant du roi                                               |
| 1702                                     | 1705    | M. Truc seigneur de st-Farjeux                     | Nommé     | Lieutenant de maire, en 1705 ces deux dignités sont réunies au conseil.                  |
| 1765                                     | décès   | M. de Godet de Crouy                               |           | Chevalier de Saint-Louis et ancien lieutenant-colonel ; élu pour trois années.           |
| 1766                                     |         | M. le Gorlier le remplace à son décès              |           | Président au présidial.                                                                  |
| 1769                                     | 1779    | Paul Louis Saguez de Breuvery                      |           | Maire-royal, Ecuyer, seigneur de Breuvery-sur-Coole, Chevalier de l'ordre de Saint Louis |
| 1779                                     | 1781    | Gargam de Chevigny                                 |           | président-trésorier de France                                                            |
| 1781                                     | 1784    | Gargam de Chevigny                                 |           | Est maintenu                                                                             |
| 1784                                     | 1789    | M. de Parvillez                                    |           | président-trésorier de France                                                            |
| 1789                                     | 1790    | M. Berle de Maffrécourt                            |           | capitaine d'infanterie                                                                   |

### De 1790 à 1945
| Période                               | Période           | Identité                                    | Étiquette           | Qualité                           |
| ------------------------------------- | ----------------- | ------------------------------------------- | ------------------- | --------------------------------- |
| 14 janvier 1790                       | 1791              | Chorez de Toulongeon                        |                     | trésorier de France               |
| 1791                                  | 1 avril 1792      | Jean-Baptiste de Pinteville de Cernon       |                     | avocat général Donna sa démission |
| 2 avril 1792                          |                   | Godart de Blacy                             |                     | trésorier principal               |
| 3 octobre 1792                        | 11/1793           | Charles Pierre Narcisse Moignon             |                     | Médecin                           |
| 11/1793                               | 01/1794           | Philippe Henry                              |                     | Coutelier                         |
| 01/1794                               | 02/1794           | François Pierre Beguin                      |                     | avocat                            |
| 02/1794                               | 04/1794           | Clade Agstin Henrionnet                     |                     | Médecin                           |
| 04/1794                               | 06/1794           | Jacques Martin                              |                     | Fabricant de bas                  |
| 06/1794                               | 08/1794           | Jean-Baptiste Pelain                        |                     | Pâtissier                         |
| 08/1794                               | 03/1795           | Jacques Martin                              |                     | Fabricant de bas                  |
| 1795                                  | 1795              | Albin Louis Grosjean                        |                     | Avocat                            |
| 1795                                  | 1797              | François Sirot                              |                     | Marchand                          |
| 1797                                  | 1799              | François-Joseph Fouet (1752-1827)           |                     | étapier                           |
| 1799                                  | 1813              | Joseph Louis Delfraise (1732-1828)          |                     | Ingénieur                         |
| Poste de maire vacant de 1813 à 1814. |                   |                                             |                     |                                   |
| 1814                                  | 1824              | Basile Pierre Chamorin de Cappy (1755-1829) |                     | Médecin                           |
| 1824                                  | 1831              | Claude Joseph Garinet (1766-1850)           |                     | Avocat                            |
| 1831                                  | 1832              | Alexandre Godart de Juvigny (1786-1856)     |                     | payer général                     |
| Poste de maire vacant de 1832 à 1837. |                   |                                             |                     |                                   |
| 7 juillet 1837                        | avril 1844        | Jacques Maucourt (1771-1856)                |                     | propriétaire                      |
| 16 avril 1844                         | juin 1854         | Alexandre Godart de Juvigny (1786-1856)     |                     | Conseiller général et député      |
| 8 juin 1854                           | janvier 1861      | Joseph Perrier (1795-1870)                  |                     | Négociant en vins                 |
| 16 janvier 1861                       | novembre 1867     | Auguste Philippe (-1869)                    |                     | Colonel                           |
| 19 novembre 1867                      | février 1875      | Eugène Perrier (1810-1879)                  | Centre droit        | Négociant en vins                 |
| 20 février 1875                       | mai 1884          | Hippolyte Faure (1816-1907)                 | Gauche républicaine | Pharmacien, Député (1877-1889)    |
| 18 mai 1884                           | mai 1900          | Pierre Antoine Émile Bourdon (1830-1901)    |                     | commerçant                        |
| 20 mai 1900                           | juin 1906         | Félix Drelon                                | Radical-socialiste  | Avoué, député (1905-1919)         |
| 16 juin 1906                          | mai 1908          | Alfred Damel (1848-1922)                    | Cercle Républicain  | Avoué                             |
| 17 mai 1908                           | démission 1914    | Charles Félix Bernard (1865-1926)           | Radical Socialiste  | Industriel                        |
| 3 septembre 1914                      | mai 1925          | Joseph Servas (1857-1941)                   | Union des gauches   | Négociant                         |
| 17 mai 1925                           | démission 05/1936 | Marc Marie Millet (1864-1943)               | Radical-socialiste  | fonctionnaire préfectoral         |
| 15 mai 1936                           | démission 1942    | Cléophas Désiré Champion (1864-1943)        | Union des gauches   | Directeur d'école                 |
| 10 juillet 1942                       | mai 1945          | Georges Bruyère (1880-1951)                 | Radical-socialiste  | Fonctionnaire préfectoral         |

### Depuis 1945
| Période         | Période                      | Identité                      | Étiquette       | Qualité |
| --------------- | ---------------------------- | ----------------------------- | --------------- | --- |
| 18 mai 1945     | 26 octobre 1947              | Irénée Dlévaque (1900-1970)   | Soc.            | Professeur de mathématiques |
| 26 octobre 1947 | 10 mai 1953                  | Louis Laforest (1892-1959)    | RPF             | Garagiste |
| 10 mai 1953     | 22 mars 1959                 | Bernard d'Arbouet (1893-1970) | MRP             | Ingénieur |
| 22 mars 1959    | 26 mars 1965                 | Paul Simonot (1907-1969)      | RS puis UNR     | Avocat |
| 26 mars 1965    | 1er octobre 1973             | Jean Degraeve (1910-1998)     | UNR puis UDR    | Négociant en machines agricoles Député de la Marne (3e circ.) (1958 → 1978) Conseiller régional de Champagne-Ardenne (1974 → 1977) Conseiller général de Givry-en-Argonne (1951 → 1970) Président du District de Châlons-sur-Marne Démissionnaire       |
| 5 octobre 1973  | 18 mars 1977                 | Michel Menard (1927-1994)     | CD puis CDS     | Commerçant |
| 18 mars 1977    | 25 juin 1995                 | Jean Reyssier (1922-2003)     | PCF             | Cheminot et syndicaliste, ancien résistant Député de la Marne (1986 → 1988) Conseiller général de Châlons-sur-Marne-III (1973 → 1994) Président du District de Châlons-sur-Marne (1977 → 1995)                                                          |
| 25 juin 1995    | 5 avril 2014,                | Bruno Bourg-Broc (1945- )     | RPR puis UMP    | Professeur d'histoire Député de la Marne (3e circ. puis Marne) (1982 → 1988) Député de la Marne (4e circ.) (1988 → 2007 et 2009 → 2012) Conseiller régional de Champagne-Ardenne (1980 → 1996) Président de la CA de Châlons-en-Champagne (2000 → 2020) |
| 5 avril 2014    | En cours (au 4 juillet 2020) | Benoist Apparu (1969- )       | UMP-LR puis DVD | Président du groupe Emerige Adjoint au maire (2001 → 2014) Secrétaire d’État puis ministre délégué (2009 → 2012) Député de la Marne (4e circ.) (2007 → 2009 et 2012 → 2017) Réélu pour le mandat 2020-2026                                              |